# SigmaQ
SigmaQ es un proveedor multi-packaging que ofrece desde el diseño y preprensa de empaques hasta la producción y comercialización de empaque corrugado, plegadizo, flexible y premium, envases plásticos, bolsas de papel, etiquetas, envoltura de regalo y cartón chip.
Siendo una multinacional de alcance global, SigmaQ está compuesta por 12 fábricas en Centroamérica y México, además de 8 oficinas de venta y distribución en Estados Unidos, México, el Caribe, Centroamérica y China. Exporta más del 56% de su venta total anual desde sus 8 fábricas en El Salvador y Guatemala, hacia el resto de Centroamérica, EE.UU, México, el Caribe, Sudamérica, Europa, Asia y Australia, entre otros. 

## Historia
SigmaQ nace el 5 de marzo de 1969, cuando los hermanos Yarhi realizaron la primera fusión de empresas en El Salvador. Aunque los hermanos Yarhi se habían involucrado en el negocio del empaque en Centroamérica desde 1956, distribuyendo una diversidad de productos—incluyendo botones, azulejos, engrapadoras industriales y cartón corrugado—fue hasta en 1969 que se consolida Sigma S.A.; integrando así las empresas Yarhi Hermanos, Cartonera Centroamericana, Litografía Byron Zadik, Igsal y Rotoflex. 
En la década de los 70, SigmaQ aceleró su expansión, mediante la adquisición de otras empresas convertidoras de empaque en Centroamérica. Teniendo tanto éxito que, entre 1973 y 1977, se estableció también la Fundación Sigma en El Salvador y Guatemala, para impactar positivamente a las comunidades y sociedades en las que el negocio opera. Hoy en día, Fundación Sigma contribuye a la salud, bienestar y educación de más de 300,000 centroamericanos.
En los siguientes años, la expansión de SigmaQ se enfocó en el mercado de empaques, exhibidores y mobiliario de lujo y traspasó fronteras centroamericanas. La adquisición en Estados Unidos de Bufkor Inc.—marca reconocida como un referente en la industria y uno de los primeros fabricantes de exhibidores y empaques de joyería a nivel nacional—impulsó la creación en 1985 de Specialty Products, una fábrica de empaque de lujo en El Salvador. Como parte de la estrategia de crecimiento vía la exportación, SigmaQ fue abriendo oficinas comerciales en México, República Dominicana, Costa Rica y Nicaragua.
Luego en 2014, adquirió Chippenhook, el competidor más grande de Bufkor Inc. en Estados Unidos. En 2015, se creó la marca VASSI Design Group, como parte de la estrategia de crecimiento en el mercado mundial de empaques, exhibidores y mobiliario de lujo. La más reciente adquisición de SigmaQ se dio en febrero de 2017, al adquirir activos productivos en una fábrica de empaque flexible en México.

## Etimología
El nombre «Sigma» proviene de la decimoctava letra del alfabeto griego, simbolizando la integración. Mientras que la «Q» proviene de la firma de Nassin Yarhi (1929-2013), fundador y el primer Presidente del Grupo. En la actualidad, la «Q» representa el grado extra de compromiso y creatividad que día a día inyecta a los retos de sus clientes, creyendo firmemente que el éxito de SigmaQ es el éxito de sus clientes.

## Líneas de productos
- Empaque corrugado: cajas regulares (RSC) y troqueladas, cajas en micro-corrugado, cajas multi-pared, bandejas, láminas y exhibidores.
- Empaque flexible: bolsas, doypacks (stand-up pouches), sachets, rollos (bobinas), mangas termoencogibles y etiquetas wrap-around.
- Empaque plegadizo: cajas plegadizas y micro-laminadas, exhibidores y dispensadores, fajillas y respaldos con barniz termosellante.
- Empaque premium: cajas rígidas, empaque para joyería, exhibidores y mobiliario comercial, canisters (tubos), pouches cosidos y productos en madera, todos hechos a base de finos materiales: papel y cartón, madera, acrílico, metal, tela, entre otros.
- Envases plásticos: envases y tapas plásticos inyectados, soplados y extruidos con o sin impresión serigráfica, envases asépticos (cuarto limpio) y moldes para fabricación de productos plásticos.
- Envoltura de regalo: bolsas, cajas y papel de regalo con diseños propios y de licencia internacional Disney®.
- Etiquetas: de papel impresas y con múltiples acabados, con o sin auto-adhesivo, en pliegos.
- Papel & cartón chip: cartón chip reciclado y cara blanca en pliegos, rollos y rodajas, tubos (cores), separadores, esquineros y slip sheets.
- Bolsas de papel: comerciales y de lujo, con múltiples acabados.

## Unidades de negocio
Empaque corrugado
- Cartonera Centroamericana, S.A. de C.V.: ubicada en El Salvador, inició sus operaciones en 1961 y fue la primera en incorporarse a SigmaQ. En 2012, aumentó su capacidad de producción en un 40%.[2]
- Cajas y Empaques de Guatemala, S.A.: adquirida en 1971, en Guatemala.
- Cartonera Nacional, S.A.: ubicada en San Pedro Sula, Honduras y adquirida en 1993.

Empaque corrugado
- Rotoflex, una división de Sigma, S.A. de C.V.: ubicada en El Salvador y fundada en 1963, ofrece empaque flexible impreso por rotograbado y por flexigrafía. Fue el primer proveedor de empaque flexible de El Salvador en certificarse en FSSC 22000, garantizando así la inocuidad de sus empaques para alimentos, bebidas y farmacéuticos.
- SigmaQ México Flexible, S.A.P.I. de C.V.: ubicada en Toluca, México y adquirida en febrero de 2017, es la más reciente adquisición de SigmaQ.

Empaque plegadizo
- Litografía Zadik, S.A.: ubicada en Guatemala, se especializa en la producción de empaque plegadizo, etiquetas y otros impresos.

Empaque premium
- Vassi Design Group: marca creada en 2015 que representa el lado artístico de SigmaQ y se especializa en el diseño, fabricación y comercialización de empaques, exhibidores y mobiliario comercial de lujo. Está coformada por las siguientes 4 unidades de negocio de SigmaQ:
- Specialty Products, S.A. de C.V.: ubicada en una zona franca de El Salvador y fundada en 1985, diseña y fabrica empaques y exhibidores de lujo que viajan a toda América Latina, Estados Unidos, Europa, Asia, Australia y Emiratos Árabes.
- Bufkor Inc.: adquirida en Estados Unidos en 1985,  es desde entonces una marca referente en la industria y uno de los primeros fabricantes de exhibidores y empaques de joyería a nivel nacional.
- Chippenhook: ubicada en Dallas, Texas en Estados Unidos, fue adquirida en 2014 siendo el principal competidor de Bufkor Inc. Provee exhibidores y mobiliario comercial premium y cuenta con centros de abastecimiento en El Salvador y en China.
- Sourcebridge: centro de abastecimiento y distribución de exhibidores y mobiliario comercial premium de SigmaQ, ubicado en Hong Kong, China.

Envases plásticos
- Kontein, una división de Sigma, S.A. de C.V.: ubicada en El Salvador y fundada en 1978. Cuenta con un cuarto limpio con certificación de inocuidad, para la producción de envases y tapas asépticos.

Cartón chip
- Compañía Centroamericana de Papeles y Cartones, S.A.

Diseño y pre-prensa
- Reprocentro, una división de Sigma, S.A.: cuenta con ubicaciones en El Salvador, Guatemala, México y Estados Unidos (Dallas, Texas y Albany, Nueva York) que se especializan en diseño (estructural y gráfico) y pre-prensa para empaques.

## Oficinas comerciales y centros de distribución
- SigmaQ Costa Rica
- SigmaQ Nicaragua
- SigmaQ México
- Unipack del Caribe (República Dominicana)
- Indursa (Guatemala)
- Sourcebridge (China)

## Certificaciones
- Certificaciones ISO 9001-2008 (en proceso de transición a la nueva versión 2015)
- Certificación FSSC 22000
- Certificación FSC Cadena de Custodia (en proceso)
- Normas internacionales de seguridad e higiene SA8000
- Programa 5S
- BPM (Buenas Prácticas de Manufactura)
- TPM (Total Productive Maintenance)
- Implementación de HACCP (Hazard Analysis and Critical Control Points)

## Licencias
- Disney®: Licencia para la producir envoltura de regalo con diseños de la marca.
- GreenBox: Es una revolucionaria caja para pizza ecológica, elaborada en cartón corrugado 100% reciclado y reciclable que se convierte en 4 platos y un recipiente para almacenar sobrantes. SigmaQ es pionera en obtener la licencia exclusiva para la producción y comercialización de la GreenBox en Centroamérica, Jamaica y República Dominicana.

## Familia SigmaQ
SigmaQ cuenta con 2,500 colaboradores a quienes considera el motor de su éxito: personal administrativo, ingenieros, operadores y diseñadores. Constantemente invierte en el bienestar y desarrollo profesional de su personal y les provee múltiples beneficios adicionales a la ley:
- 11 clínicas médicas dentro de nuestras instalaciones
- 12 cafeterías y subsidio de almuerzo
- 3 cuartos de lactancia
- 1 gimnasio
- Áreas recreativas como piscinas, mesas de ping-pong, canchas de fútbol, baloncesto y voleibol
- Capacitaciones constantes
- Uniformes
- 120 becas educativas al año, para empleados e hijos
- Escuelas de operadores dentro de nuestras instalaciones

## Responsabilidad Social Empresarial
SigmaQ cree que todos son responsables de la sustentabilidad del planeta y que juntos pueden marcar una diferencia.
- Utiliza solo materias primas aprobadas por la USDA, FDA y FSC
- Tratamiento de aguas residuales y separación adecuada de desechos sólidos
- Reciclaje del plástico posindustrial de sus fábricas
- Molino de papel propio que transforma en cartón chip el desperdicio de papel generado en sus fábricas corrugadoras
- Programa de reciclaje de papel de oficina
- Programas de reciclaje y conservación de agua y energía
- Sistema de energía fotovoltaica, que produce electricidad renovable a partir de la radiación solar, en techo de Rotoflex

## Fundación SigmaQ
Con sedes en El Salvador y Guatemala de 1973 y 1976 respectivamente, Fundación Sigma contribuye a la mejora de la educación, vivienda, salud, cultura y medio ambiente en la región centroamericana, beneficiando así a más de 300,000 centroamericanos.
A través del programa de becas EDÚCATE, brinda hasta 120 becas educativas al año para empleados e hijos de empleados en El Salvador y Guatemala., contribuyendo así a la educación y formación profesional de su personal.